# Куйбышево (Рубцовский район)
Ку́йбышево — посёлок в Рубцовском районе Алтайского края. Административный центр Куйбышевского сельсовета.

## История
Основан в 1942 году как посёлок для спецпоселенцев немецкой национальности. В посёлке был создан колхоз имени Куйбышева, по которому он впоследствии получил наименование.

## Население
| 1997 | 1998  | 1999  | 2000  | 2001  | 2002  | 2003 |
| ---- | ----- | ----- | ----- | ----- | ----- | ---- |
| 1024 | ↘1008 | ↗1011 | ↗1056 | ↗1074 | ↘1033 | ↘999 |
| 2004 | 2005  | 2006  | 2007  | 2008  | 2009  | 2010 |
| ↘985 | ↗990  | ↘965  | ↘957  | ↗992  | ↗1027 | ↘931 |
| 2011 | 2012  | 2013  |       |       |       |      |
| ↗956 | →956  | ↗966  |       |       |       |      |

## Улицы
| - ул. Арычная, - ул. Борковская, - ул. Молодёжная, - ул. Новая, | - ул. Приозёрная, - ул. Советская, - ул. Центральная, - ул. Школьная. |